# ミクーリン AM-38

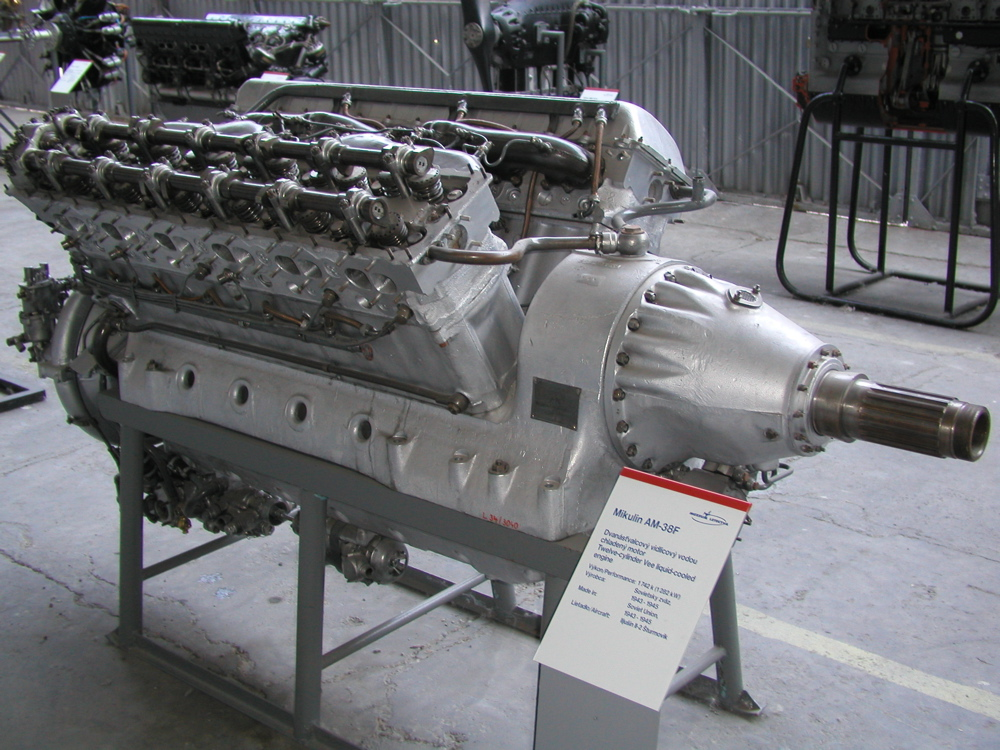
ミクーリンAM-38F

ミクーリン AM-38（ロシア語：Микулин АМ-38）とは、第二次世界大戦中にソビエト連邦が開発した航空機用レシプロエンジンである。イリューシン Il-2対地攻撃機（シュトゥルモヴィーク）で大量に使用され、他にもIl-10などに搭載された。
ドイツのBMW VIを起源にミクーリン設計局が開発を続けていた一連のV型12気筒エンジンの一つで、ミクーリン AM-35が直接の設計のベースとなっている。AM-38Fは低空での性能に重点が置かれ、過給機は一速式に変更された。後継としてAM-42がある。

## 型式
AM-38
AM-38F
低空での運用に重点が置かれた型。離昇出力が増大し10分間ほど緊急出力を発揮可能になった。

## 主要諸元

### AM-38F
- タイプ： 液冷60度V型12気筒
- ボア×ストローク： 160mm × 190mm
- 排気量： 46.66 L
- 乾燥重量： 880 kg
- 圧縮比： 6.0
- 過給機： 遠心式スーパーチャージャー1段1速
- 出力： 1700 hp / 2350 rpm
- 比出力： 36.4 hp/L
- 出力重量比： 1.93 hp/kg